# الانتخابات التشريعية السورية 1990
الانتخابات التشريعية في سورية والتي أجريت في 22 و23 أيار 1990، وهي خامس انتخابات تشريعية تمت في ظل الجمهورية الثانية وحكم البعث وتبوأ حافظ الأسد منصب الرئاسة. أفضت كسابقاتها إلى فوز حزب البعث العربي الاشتراكي بأغلبية المقاعد حيث حقق البعث مع سائر أحزاب الجبهة الوطنية التقدمية ثلثي المقاعد، وترك للمستقلين الثلث الباقي.
تعتبر أول انتخابات يحدد فيها عدد مقاعد مجلس الشعب بعدد 250 مقعدًا، بعد أن كان 195 مقعد في الدورات السابقة.

## النتائج
| الحزب                               | الأصوات   | % | المقاعد |
| ----------------------------------- | --------- | - | ------- |
| حزب البعث                           |           |   | 134     |
| مستقلين                             |           |   | 84      |
| حزب الاتحاد الاشتراكي               |           |   | 8       |
| الحزب الشيوعي السوري                |           |   | 8       |
| الوحدويون الاشتراكيون               |           |   | 7       |
| حركة الاشتراكيين العرب              |           |   | 5       |
| الحزب الوحدوي الاشتراكي الديموقراطي |           |   | 4       |
| المجموع                             | 3,264,616 |   | 250     |